# Правобережный (Курский район)
Правобере́жный — посёлок в Курском районе (муниципальном округе) Ставропольского края России.

## География
Расстояние до краевого центра: 230 км.
Расстояние до районного центра: 19 км.

## История
В соответствии с Указом Президиума Верховного Совета РСФСР от 21 сентября 1964 года посёлок Пятое отделение совхоза «Балтрабочий» переименован в посёлок Правобережный.
До 16 марта 2020 года Правобережный входил в состав сельского поселения Балтийский сельсовет.

## Население
| 1989 | 2002 | 2010 | 2021 |
| ---- | ---- | ---- | ---- |
| 167  | ↗193 | ↘107 | ↘43  |

По данным переписи 2002 года в национальной структуре населения преобладают русские (78 %).